# X5 Group
X5 Group (ранее — X5 Retail Group) — российская продуктовая розничная торговая компания, управляющая торговыми сетями          «Пятёрочка», «Перекрёсток», «Чижик», «Около», «Виктория», «Красный яр» и «Слата» (в общей сложности — более 27 тысяч магазинов). Компания развивает цифровые бизнесы Vprok.ru, 5Post, экспресс-доставку, сервис «Много лосося», а также медиаплатформу Food.ru. Доля по выручке на российском рынке продуктовой розницы — 14,6 % (2023), является шестой по выручке в списке всех российских компаний (2021).
Головная компания X5 Group — ПАО «Корпоративный Центр Икс 5» — зарегистрирована в Москве.
Акции компании торгуются на Московской бирже (MCX) под тикером X5.

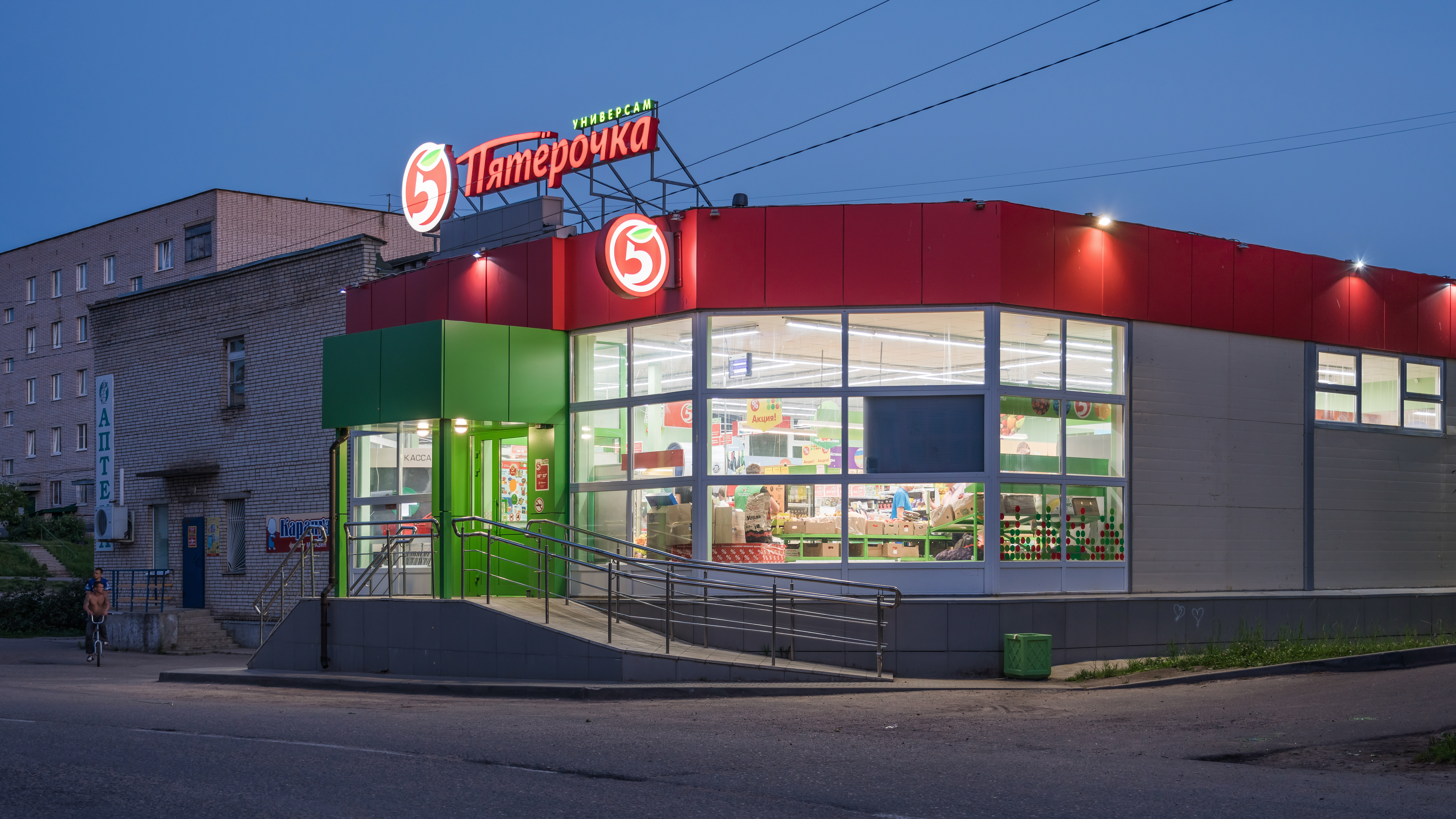
Универсам «Пятёрочка» в Валдае

## История
Основана в 2006 году в результате слияния розничных торговых сетей «Пятёрочка» и «Перекрёсток». При слиянии объединённая компания получила опцион на право покупки сети гипермаркетов «Карусель» в 2008 году, принадлежавшей тогда акционерам «Пятёрочки».
В феврале 2018 года компания вышла на Московскую биржу (MCX) (биржевой тикер — MCX: X5, до 2025 года — MCX: FIVE). Также в феврале 2018 года компания обошла по капитализации основного конкурента — «Магнит».
В октябре 2020 года были открыты первые «жёсткие» дискаунтеры «Чижик». Спустя 4 года после открытия насчитывается 2 тысячи магазинов этой сети.
В 2021 году X5 Retail Group была переименована в X5 Group.
В ноябре 2021 года X5 Group и Альфа-Банк открыли финансовый сервис «X5 Банк». Обе стороны владеют по 49,99 % нового банка, «Альфа Инвестиции» — 0,02 %.
В 2021 году группа приобрела сервис доставки готовой еды «Много лосося».
В 2022 году приобрела контрольные пакеты в проектах «Красный Яр» и «Слата».
В 2023 году группа закрыла последний гипермаркет сети «Карусель».
В 2023 году приобрела компанию «Виктория Балтия», которая управляет торговыми сетями супермаркетов «Виктория», «Виктория Квартал», «Моя Виктория», «Дешево» и «Кэш» в Калининградской области, а также Москве и Московской области.
В конце 2023 года X5 представила сеть магазинов малого формата под названием «Около». Первый магазин сети открылся в Москве в декабре того же года. Ранее, в 2020 году, под этим же названием X5 запустила сервис доставки продуктов, который был закрыт в 2022 году. 
По состоянию на 31 декабря 2023 года управляла более 24 тыс. магазинов, 61 распределительным центром, обладает парком более 5,5 тыс. грузовых автомобилей. В списке поглощений фирмы — несколько десятков федеральных и региональных торговых сетей.
Осенью 2024 года X5 приобрела маркетплейс May24. 
В октябре 2024 года стало известно о планах открытия магазинов под брендом «Зелёная линия». Под этим же названием представлена собственная торговая марка (СТМ) в сети «Перекрёсток».

## Собственники
По состоянию на 1 марта 2024 года акционерами X5 являлись: CTF Holdings S.A. (дочерняя структура «Альфа-Групп») — 47,86 %, Intertrust Trustees Ltd (Axon Trust) — 11,43 %, директора X5 — 0,1 %. Казначейские акции компании составляли 0,01 %, акции в свободном обращении — 40,6 %.
В 2011 году один из основателей «Пятёрочки» Андрей Рогачёв вышел из капитала X5 Retail Group, продав свой пакет акций 11 % на бирже. Вырученные от продажи средства пошли на создание новой сети дискаунтеров «Верный».
В свободном обращении на Лондонской фондовой бирже (LSE) находились глобальные депозитарные расписки на 47,86 % акций компании (биржевой тикер — LSE: FIVE, депозитарий — Bank of New York Mellon). Капитализация компании на Лондонской фондовой бирже в феврале 2020 года — £7,36 млрд или $9,55 млрд.
В апреле 2024 года была запущена редомициляция компании, были остановлены торги глобальными депозитарными расписками на Московской бирже. В июле новой головной компанией стало ПАО «Корпоративный центр Икс 5».
В октябре 2024 года был произведён делистинг глобальных депозитарных расписок X5 Retail Group N.V. с Лондонской фондовой биржи.
9 января 2025 года начались торги акциями ПАО «Корпоративный центр X5» на Московской бирже.

## Руководство
Наблюдательный совет X5 Retail Group в начале ноября 2006 года возглавил сын одного из основателей международной сети Carrefour Эрве Деффоре. В марте 2013 года место председателя наблюдательного совета занял Дмитрий Дорофеев, ранее бывший в нём председателем комитета по назначениям и вознаграждениям. В 2015 году наблюдательный совет X5 возглавил Стефан Дюшарм, который в 2008—2012 годах до перехода на должность главного исполнительного директора компании уже был независимым директором в Наблюдательном совете.
С 2006 и до марта 2011 года пост главного исполнительного директора занимал Лев Хасис.
С июля 2012 по ноябрь 2015 года должность главного исполнительного директора и председателя правления X5 занимал Стефан Дюшарм.
С ноября 2015 года должность главного исполнительного директора компании занимает Игорь Шехтерман.
В марте 2022 года Екатерина Лобачева была назначена на должность президента компании. До этого она была директором по правовым вопросам и взаимодействию с органами государственной власти.

## Положение на рынке
Рыночная доля по выручке по итогам 2023 года составила 14,6 %. Ближайший конкурент — Магнит с долей рынка продовольственной розницы 10,8 %.
| Доля продовольственного розничного рынка | Доля продовольственного розничного рынка | Доля продовольственного розничного рынка | Доля продовольственного розничного рынка | Доля продовольственного розничного рынка | Доля продовольственного розничного рынка | Доля продовольственного розничного рынка | Доля продовольственного розничного рынка | Доля продовольственного розничного рынка | Доля продовольственного розничного рынка | Доля продовольственного розничного рынка | Доля продовольственного розничного рынка |
| Компания / Год | 2013                                     | 2014                                     | 2015                                     | 2016                                     | 2017                                     | 2018                                     | 2019                                     | 2020                                     | 2021                                     | 2022                                     | 2023                                     |
| --- | ---------------------------------------- | ---------------------------------------- | ---------------------------------------- | ---------------------------------------- | ---------------------------------------- | ---------------------------------------- | ---------------------------------------- | ---------------------------------------- | ---------------------------------------- | ---------------------------------------- | ---------------------------------------- |
| X5 Group | 5,5 %                                    | ▲ 5,9 %                                  | ▲ 6,3 %                                  | ▲ 8,0 %                                  | ▲ 9,5 %                                  | ▲ 10,7 %                                 | ▲ 11,5 %                                 | ▲ 12,6                                   | ▲ 12,7                                   | ▲ 13,2                                   | ▲ 14,6                                   |
| Магнит* | 5,8 %                                    | ▲ 6,9 %                                  | ▼ 6,8 %                                  | ▲ 7,4 %                                  | ▲ 7,5 %                                  | ▲ 7,7 %                                  | ▼ 7,6 %                                  | ▲ 8,7                                    | ▲ 9,4                                    | ▲ 10,6                                   | ▲ 10,6                                   |
| Mercury Retail Group** | 1,8 %                                    | ▲ 2,1 %                                  | ▲ 2,9 %                                  | ▲ 3,6 %                                  | ▲ 3,9 %                                  | ▲ 5,1 %                                  | ▲ 5,7 %                                  | ▼ 5,2                                    | ▲ 5,7                                    | ▼ 5,6                                    | ▲ 6,1                                    |
| Лента | 1,5 %                                    | ▲ 1,8 %                                  | 1,8 %                                    | ▲ 2,1 %                                  | ▲ 2,5 %                                  | ▲ 2,8 %                                  | ▼ 2,5 %                                  | ▼ 2,4                                    | ▼ 2,3                                    | ▼ 2,2                                    | ▲ 2,3                                    |
| Ашан | 3,9 %                                    | ▼ 3,1 %                                  | ▼ 2,8 %                                  | ▲ 2,9 %                                  | ▼ 2,2 %                                  | ▼ 1,9 %                                  | ▼ 1,5 %                                  | ▼ 1,4                                    | ▼ 1,3                                    | ▼ 1,2                                    | ▼ 1,2                                    |
| Светофор |                                          |                                          |                                          |                                          |                                          |                                          |                                          | 1,3                                      | ▲ 1,5                                    | ▲ 1,9                                    |                                          |
| * Выручка «Магнита» включает выручку только продовольственных форматов |                                          |                                          |                                          |                                          |                                          |                                          |                                          |                                          |                                          |                                          |                                          |
| ** В 2013—2014 учитывалась доля только Дикси Групп; в 2015—2017 — суммарно Дикси Групп и «Красное и Белое», без учёта сети алкомаркетов «Бристоль»; в 2018—2019 — компания ДКБР (в январе 2019 года Дикси Групп объединилась с сетями алкомаркетов «Бристоль» и «Красное и Белое»), c 2021 — компания Mercury Retail Group, в которую входят только «Бристоль» и «Красное и Белое» (в июле 2021 года «Магнит» закрыл сделку по покупке «Дикси Групп»). |                                          |                                          |                                          |                                          |                                          |                                          |                                          |                                          |                                          |                                          |                                          |

## Финансовые и операционные показатели
Чистая прибыль Х5 Group по международным стандартам финансовой отчетности (МСФО) за 2023 год в сравнении с 2022 годом выросла на 20,6 %, до 3,14 трлн рублей.
На 31 декабря 2023 года под управлением компании находилось 24 472 магазинов, включая 21 308 магазинов «у дома» «Пятёрочка», 972 супермаркета «Перекрёсток», 1 500 «жёстких» дискаунтеров «Чижик» и 610 магазинов «Красный Яр» и «Слата». Под управлением также сервисы «Много лосося», который включает 73 «тёмных» кухонь и 325 кофепоинтов в супермаркетах «Перекрёсток», и 5Post, включающий более 20 пунктов выдачи и постаматов.
В 2024 году X5 Group заняла 33-ю строчку в рейтинге «100 крупнейших компаний России по чистой прибыли — 2024» с показателем в 78,6 млрд руб.
Выручка «ИКС 5» по МСФО возросла в 2024 году на 24,2% и достигла 3,908 трлн. Согласно релизу компании, увеличение выручки произошло за счет роста сопоставимых продаж (LFL) и торговой площадки.
Чистая прибыль при этом оказалась на уровне 104,064 млрд рублей.  
Валовая прибыль увеличилась до 950,372 млрд рублей, а операционная прибыль составила 218,138 млрд рублей. 
В 4 квартале 2024 года выручка компании повысилась на 22,3% г/г, а чистая прибыль снизилась на 20,2% г/г, составив 15,4 млрд рублей.
| Ключевые финансовые показатели   | Ключевые финансовые показатели | Ключевые финансовые показатели | Ключевые финансовые показатели | Ключевые финансовые показатели | Ключевые финансовые показатели | Ключевые финансовые показатели | Ключевые финансовые показатели | Ключевые финансовые показатели | Ключевые финансовые показатели | Ключевые финансовые показатели | Ключевые финансовые показатели |
| Параметр / Год                   | 2013                           | 2014                           | 2015                           | 2016                           | 2017                           | 2018                           | 2019                           | 2020                           | 2021                           | 2022                           | 2023                           |
| -------------------------------- | ------------------------------ | ------------------------------ | ------------------------------ | ------------------------------ | ------------------------------ | ------------------------------ | ------------------------------ | ------------------------------ | ------------------------------ | ------------------------------ | ------------------------------ |
| Выручка, млн руб.                | ▲ 534 560                      | ▲ 633 873                      | ▲ 808 818                      | ▲ 1 033 667                    | ▲ 1 295 008                    | ▲ 1 532 537                    | ▲ 1 734 347                    | ▲ 1 978 026                    | ▲ 2 204 819                    | ▲ 2 605 232                    | ▲ 3 145 859                    |
| Валовая прибыль, млн руб.        | ▲ 130 348                      | ▲ 154 982                      | ▲ 198 390                      | ▲ 249 985                      | ▲ 308 938                      | ▲ 369 720                      | ▲ 425 798                      | ▲ 487 223                      | ▲ 553 363                      | ▲ 626 744                      | ▲ 757 776                      |
| Валовая рентабельность, %        | ▲ 24,4                         | ▲ 24,5                         | 24,5                           | ▼ 24,2                         | ▼ 23,9                         | ▲ 24,1                         | ▲ 24,6                         | 24,6                           | ▲ 25,1                         | ▼ 24,1                         | 24,1                           |
| EBITDA, млн руб.                 | ▲ 38 350                       | ▲ 45 860                       | ▲ 55 233                       | ▲ 76 267                       | ▲ 96 193                       | ▲ 107 628                      | ▲ 122 585                      | ▲ 145 137                      | ▲ 161 024                      | ▲ 186 788                      | ▲ 214 764                      |
| Рентабельность EBITDA, %         | ▲ 7,2                          | 7,2                            | ▼ 6,8                          | ▲ 7,7                          | 7,7                            | ▼ 7,2                          | ▼ 7,1                          | ▲ 7,3                          | ▲ 7,4                          | ▼ 7,3                          | ▼ 6,8                          |
| Операционная прибыль, млн руб.   | ▲ 25 296                       | ▲ 28 288                       | ▲ 34 449                       | ▲ 45 631                       | ▲ 57 758                       | ▲ 58 154                       | ▲ 60 251                       | ▲ 76 785                       | ▲ 84 359                       | ▲ 97 632                       | ▲ 130 104                      |
| Операционная рентабельность, %   | ▲ 4,7                          | ▼ 4,5                          | ▼ 4,3                          | ▲ 4,4                          | ▲ 4,5                          | ▼ 3,8                          | ▼ 3,5                          | ▲ 3,9                          | ▼ 3,8                          | ▼ 3,7                          | ▲ 4,1                          |
| Чистая прибыль, млн руб.         | ▲ 10 984                       | ▲ 12 691                       | ▲ 14 174                       | ▲ 22 291                       | ▲ 31 394                       | ▼ 28 642                       | ▼ 25 908                       | ▲ 39 180                       | ▲ 48 513                       | ▲ 52 248                       | ▲ 90 284                       |
| Рентабельность чистой прибыли, % | ▲ 2,1                          | ▼ 2,0                          | ▼ 1,8                          | ▲ 2,2                          | ▲ 2,6                          | ▼ 1,9                          | ▼ 1,5                          | ▲ 2,0                          | ▲ 2,2                          | ▼ 2,0                          | ▲ 2,9                          |

| Ключевые показатели бухгалтерского баланса | Ключевые показатели бухгалтерского баланса | Ключевые показатели бухгалтерского баланса | Ключевые показатели бухгалтерского баланса | Ключевые показатели бухгалтерского баланса | Ключевые показатели бухгалтерского баланса | Ключевые показатели бухгалтерского баланса | Ключевые показатели бухгалтерского баланса |           |           |           |
| Параметр / Год                             | 2013                                       | 2014                                       | 2015                                       | 2016                                       | 2017                                       | 2018                                       | 2019                                       | 2020      | 2021      | 2022      |
| ------------------------------------------ | ------------------------------------------ | ------------------------------------------ | ------------------------------------------ | ------------------------------------------ | ------------------------------------------ | ------------------------------------------ | ------------------------------------------ | --------- | --------- | --------- |
| Общий долг, млн руб., в том числе:         | ▼ 110 523                                  | ▲ 130 986                                  | ▲ 144 215                                  | ▲ 156 033                                  | ▲ 194 296                                  | ▲ 207 764                                  | ▲ 227 933                                  | ▲261 947  | ▲ 294 338 | ▼ 234 532 |
| краткосрочный долг, млн руб.               | ▼ 30 680                                   | ▼ 15 834                                   | ▲ 42 670                                   | ▲ 45 168                                   | ▲ 58 674                                   | ▲ 60 435                                   | ▲ 74 755                                   | ▲ 77 026  | ▲ 87 767  | ▼ 87 146  |
| долгосрочный долг, млн руб.                | ▲ 79 843                                   | ▲ 115 152                                  | ▼ 101 545                                  | ▲ 110 865                                  | ▲ 135 622                                  | ▲ 147 329                                  | ▲ 153 178                                  | ▲ 184 921 | ▲ 206 571 | ▼147 386  |
| Чистый долг, млн руб.                      | 102 912                                    | ▲ 105 363                                  | ▲ 135 257                                  | ▲ 137 843                                  | ▲ 166 691                                  | ▲ 183 396                                  | ▲ 209 331                                  | ▲ 241 939 | ▲ 268 276 | ▼ 191 277 |
| Чистый долг/EBITDA                         | 2,68х                                      | ▼ 2,30х                                    | ▲ 2,45х                                    | ▼ 1,81х                                    | ▼ 1,73х                                    | ▼ 1,70х                                    | ▲ 1,71х                                    | ▼1,67x    | 1,67x     | ▼ 1,03x   |

| Количество магазинов (по состоянию на 31 декабря 2023 года) | Количество магазинов (по состоянию на 31 декабря 2023 года) | Количество магазинов (по состоянию на 31 декабря 2023 года) | Количество магазинов (по состоянию на 31 декабря 2023 года) | Количество магазинов (по состоянию на 31 декабря 2023 года) | Количество магазинов (по состоянию на 31 декабря 2023 года) | Количество магазинов (по состоянию на 31 декабря 2023 года) | Количество магазинов (по состоянию на 31 декабря 2023 года) | Количество магазинов (по состоянию на 31 декабря 2023 года) | Количество магазинов (по состоянию на 31 декабря 2023 года) | Количество магазинов (по состоянию на 31 декабря 2023 года) | Количество магазинов (по состоянию на 31 декабря 2023 года) | Количество магазинов (по состоянию на 31 декабря 2023 года) | Количество магазинов (по состоянию на 31 декабря 2023 года) | Количество магазинов (по состоянию на 31 декабря 2023 года) | Количество магазинов (по состоянию на 31 декабря 2023 года) |          |
| ----------------------------------------------------------- | ----------------------------------------------------------- | ----------------------------------------------------------- | ----------------------------------------------------------- | ----------------------------------------------------------- | ----------------------------------------------------------- | ----------------------------------------------------------- | ----------------------------------------------------------- | ----------------------------------------------------------- | ----------------------------------------------------------- | ----------------------------------------------------------- | ----------------------------------------------------------- | ----------------------------------------------------------- | ----------------------------------------------------------- | ----------------------------------------------------------- | ----------------------------------------------------------- | -------- |
| Торговая сеть / Год                                         | 2008                                                        | 2009                                                        | 2010                                                        | 2011                                                        | 2012                                                        | 2013                                                        | 2014                                                        | 2015                                                        | 2016                                                        | 2017                                                        | 2018                                                        | 2019                                                        | 2020                                                        | 2021                                                        | 2022                                                        | 2023     |
| «Пятёрочка»                                                 | 848                                                         | ▲ 1 039                                                     | ▲ 1 392                                                     | ▲ 2 525                                                     | ▲ 3 220                                                     | ▲ 3 882                                                     | ▲ 4 789                                                     | ▲ 6 265                                                     | ▲ 8 363                                                     | ▲ 11 225                                                    | ▲ 13 522                                                    | ▲ 15 354                                                    | ▲ 16 709                                                    | ▲ 17 972                                                    | ▲ 19 164                                                    | ▲ 21 308 |
| «Копейка»                                                   | -                                                           | -                                                           | 660                                                         | -                                                           | -                                                           | -                                                           | -                                                           | -                                                           | -                                                           | -                                                           | -                                                           | -                                                           | -                                                           | -                                                           | -                                                           | -        |
| «Перекрёсток»                                               | 207                                                         | ▲ 275                                                       | ▲ 301                                                       | ▲ 330                                                       | ▲ 370                                                       | ▲ 390                                                       | ▲ 403                                                       | ▲ 478                                                       | ▲ 539                                                       | ▲ 638                                                       | ▲ 760                                                       | ▲ 852                                                       | ▲ 933                                                       | ▲ 990                                                       | ▼ 971                                                       | ▲ 972    |
| «Карусель»                                                  | 46                                                          | ▲ 58                                                        | ▲ 71                                                        | ▲ 77                                                        | ▲ 78                                                        | ▲ 83                                                        | ▼ 82                                                        | ▲ 90                                                        | ▲ 91                                                        | ▲ 93                                                        | ▲ 94                                                        | ▼ 91                                                        | ▼ 56                                                        | ▼ 33                                                        | ▼ 12                                                        | -        |
| «Экспресс»                                                  | -                                                           | -                                                           | 45                                                          | ▲ 70                                                        | ▲ 134                                                       | ▲ 189                                                       | ▲ 209                                                       | ▼ 187                                                       | ▲ 194                                                       | ▼ 165                                                       | ▼ 55                                                        | -                                                           | -                                                           | -                                                           | -                                                           | -        |
| «Чижик»                                                     | -                                                           | -                                                           | -                                                           | -                                                           | -                                                           | -                                                           | -                                                           | -                                                           | -                                                           | -                                                           | -                                                           | -                                                           | -                                                           | 72                                                          | ▲ 517                                                       | ▲ 1 500  |
| «Красный Яр» и «Слата»                                      | -                                                           | -                                                           | -                                                           | -                                                           | -                                                           | -                                                           | -                                                           | -                                                           | -                                                           | -                                                           | -                                                           | -                                                           | -                                                           | -                                                           | 595                                                         | ▲ 609    |
| «Около»                                                     | -                                                           | -                                                           | -                                                           | -                                                           | -                                                           | -                                                           | -                                                           | -                                                           | -                                                           | -                                                           | -                                                           | -                                                           | -                                                           | -                                                           | -                                                           | ▲ 1      |

### Рейтинговые оценки
Рейтинговое агентство АКРА в 2022 году присвоило Х5 Retail Group рейтинговую оценку AAA(RU) со стабильным прогнозом. Рейтинг был подтверждён в 2023 году и отозван в 2024. Одновременно кредитный рейтинг AAA(RU) со стабильным прогнозом получила холдинговая компания группы ПАО «Корпоративный центр ИКС 5». В 2025 году этот рейтинг был подтверждён. Кроме кредитных рейтингов в 2024 году компании «Корпоративный центр ИКС 5» был присвоен ESG-рейтинг на уровне ESG-4 (AA-).
Рейтинговое агентство «Эксперт РА» присвоило в 2017 году X5 Retail Group N.V. рейтинговую оценку ruAA со стабильным прогнозом, в 2019 году рейтинг был повышен до ruAA+, в 2022 до ruAAA, в 2023 подтверждён, а в 2024 году отозван. Кроме того, в 2023 году «Эксперт РА» присвоило компании ESG-рейтинг ESG-II(a). 
В 2024 году те же рейтинговые оценки (кредитный рейтинг на уровне ruAAA и ESG-рейтинг на уровне ESG-II(a)) были присвоены новой холдинговой компании группы ПАО «Корпоративный центр ИКС 5» (кредитный рейтинг подтверждён на уровне ruAAA в 2025 году).

## Логистика
В 2013 году был реализован проект по разделению логистики торговых сетей Х5 на обеспечение «магазинов у дома» и отдельно — обеспечение форматов «супермаркет» и «гипермаркет».
На 2025 год Х5 управляет более чем 70 распределительными центрами. Самый большой находится в Московской области — РЦ «Софьино», самый восточный — в Новосибирске, самые южные — «Краснодар» и «Адыгея», самый западный — около Санкт-Петербурга, самый северный — в Петрозаводске.
Собственный автопарк Х5 насчитывает более 6 900 грузовых автомобилей.

## Технологии и инновации
Компанией была создана X5 Tech, которая стала цифровым партнером торговых сетей и бизнесов X5 Group. Компания занимается разработкой решения для создания технологического комфорта для работы сотрудников X5. В компании заняты более 4 тысяч сотрудников в разных городах РФ. Команда занимается разработкой и внедрением собственных касс самообслуживания, разрабатывает собственное программное обеспечение.

## Фонд «Выручаем»
В 2024 году был основан благотворительный фонд «Выручаем», который объединил все благотворительные инициативы X5. Фонд займется развитием форматов продуктовой помощи разным категориям нуждающихся, будет продвигать ЗОЖ и обучать основам правильного питания. Планируется оказание помощи местным сообществам по всей России. Основой для этого станут реализуемые X5 проекты, («Центры местных сообществ», «Островок безопасности» с Лизой Алерт, программы по созданию доступной среды и развитию инклюзии, профилактике социального сиротства, оказанию помощи животным, экоинициативы, поддержка фермерства и локальных производителей).
Председатель попечительского совета благотворительного фонда «Выручаем» — Екатерина Лобачева.

## «Корзина доброты» и фудшеринг
Х5 Group вместе с банком еды «Русь» реализует социальный проект «Корзина доброты» с 2015 года. Благодаря инициативе в 2023 году продовольственную помощь получили более 374 000 нуждающихся людей. Всего было собрано и передано 879 тонн продовольствия. Пилот фудшеринга компания запустила в июле 2022 года. В его рамках продукты с неистёкшим сроком годности и пригодные для употребления передают благополучателям. В 2023 году было передано более 56 тонн продуктов для более 95 000 человек. К проекту подключен 61 магазин «Пятёрочка» и «Перекрёсток», 11 дарксторов и 1 распределительный центр.

## Работа
X5 является одним из крупнейших работодателей и входит в топ-50 лучших работодателей России по итогу 2023 года по версии Forbes, а также в топ лучших работодателей рейтинга HeadHunter. На конец 2024 года в компании работают более 392 000 сотрудников.
В 2024 году компания заняла третье место в рейтинге работодателей России от hh.ru и вошла в топ-26 рейтинга лучших работодателей России по версии Forbes.

## Книги
В ноябре 2021 года издательство АСТ выпустило книгу «Цивилизация X5» под редакцией Дмитрия Соколова-Митрича. Автором выступил Никита Аронов. В книге изучается новейшая история России через развитие отечественного ритейла, а также рассказывается, какой предпринимательский путь прошла команда X5 Group.
К 1 июня 2023 года издательство ЭКСМО выпустило ограниченным тиражом детскую книгу Х5 Group «Непослушные родители» о 10 разных профессиях ритейла — от привычных и узнаваемых до тех, которые на первый взгляд со сферой розничной торговли совсем не связаны. Одновременно компания выпустила цифровую версию книги вместе с видео-интервью героев — все они сотрудники Х5.